# هشت‌پای نارگیل‌دوست
هشت‌پای نارگیل‌دوست که هشت‌پای رگ‌دار هم نامیده شده یک جانور سرپاور میان‌جثه از جنس هشت‌پاهای درازدست است.
هشت‌پای نارگیل‌دوست در آب‌های گرمسیری اقیانوس آرام غربی یافت می‌شود. خوراک آن به‌طور معمول میگو، خرچنگ و صدف دوکفه‌ای است و از خود رفتار غیرعادی نشان می‌دهد، ازجمله راه رفتن بر روی دو پا و جمع‌آوری پوسته نارگیل و صدف برای سرپناه.

## توصیف
بدنه اصلی هشت‌پای نارگیل‌دوست به‌طور معمول حدود ۸ سانتی‌متر و بازوهای آن حدود ۱۵ سانتی‌متر است. بدن این نوع هشت‌پا الگوی رنگ ویژه‌ای دارد که شامل خطوط تیره منشعب شبیه به رگ است و خرطومی بدن آن‌ها نیز زردرنگ است. بازوهای این نوع هشت‌پا معمولاً به رنگ تیره و مکنده‌های آن سفیدرنگ است
در بسیاری از محیط‌های رنگی، در زیر چشم هشت‌پای نارگیل‌دوست یک قسمت ذوزنقه‌ای‌شکل کمرنگ‌تر هم قابل مشاهده است.

### استفاده از ابزار
استفاده از ابزار در قلمرو حیوانات نسبتاً نادر است و شاخص خوبی برای توانایی یادگیری است. در میان بی‌مهرگان، تنها اختاپوس‌ها و چند حشره از ابزار استفاده می‌کنند. متقاعدکننده‌ترین نمونه استفاده از ابزار توسط اختاپوس‌ها در سال ۲۰۰۹ بود، زمانی که چند هشت‌پای نارگیل‌دوست مشاهده شدند که پوسته‌های نارگیل دور ریخته شده را در اندونزی جمع‌آوری می‌کردند. پس از کندن پوسته‌ها، اختاپوس‌ها آنها را با فواره‌های آب تمیز کردند. سپس آنها را به مکان جدیدی بردند و از آن به عنوان یک سرپناه استفاده کردند.
در مقاله ای که پس از آن منتشر شد، زیست‌شناسان موزه ویکتوریا نوشتند: «تا به امروز، عموماً بی‌مهرگان فاقد توانایی‌های شناختی برای انجام چنین رفتارهای پیچیده‌ای دانسته می‌شدند. کشف این اختاپوس در کف دریا با پوسته‌های نارگیل ارزشمندش نشان می‌دهد که حتی بی مهرگان دریایی نیز رفتارهایی را انجام می‌دهند که زمانی تصور می‌کردیم فقط انسان‌ها قادر به انجام آن هستند.»

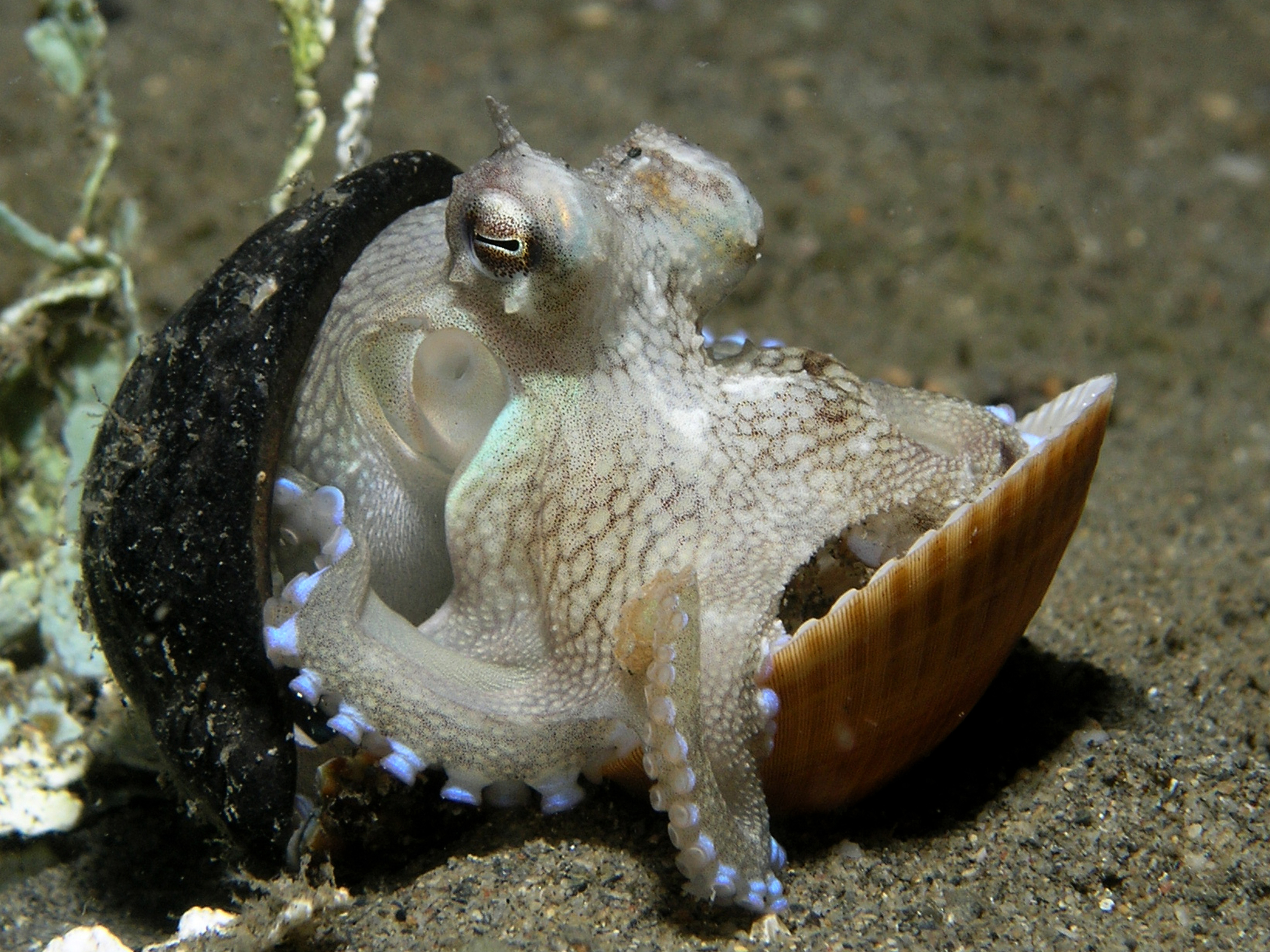
یک هشت‌پای نارگیل‌دوست که پوست نارگیل و صدف را به عنوان سرپناه استفاده کرده‌است.